# 尤卡山核废料处置库
尤卡山核废料处置库又名瑜珈山核廢料儲存所、猶卡山谷核廢料地下處置場，是美國擬在內華達州尤卡山爲乏核燃料和其它高放射性核廢料建立的一個深地質儲存設施。這個儲存所是1987年美國國會通過的《核廢物政策法》修正案指定設立的。該儲存所位于拉斯維加斯西北約130公裏，位于內華達州奈縣內華達試驗場附近的聯邦土地上。
該項目于2002年獲得美國第107屆國會批准。但2011年奧巴馬政府通過該年度《國防部和全年持續撥款法》修正案，終止了對該儲存所的聯邦資助。該項目遇到重重困難，不但面臨著州和地區的強烈反對，還受到公衆、美國原住民西肖肖尼人和許多政客的質疑。聯邦政府問責辦公室表示，停止給該項目撥款是出于政治原因，而不是技術或安全原因。
此舉導致美國公用事業公司和聯邦政府沒有任何指定的長期儲存地點來存放全國各個核設施的高放射性廢物。同樣在美國的新墨西哥州核廢棄物隔離先導廠只能處理核廢料中的超鈾元素。
在奧巴馬政府時期，美國能源部評估了尤卡山以外的其它高放射性廢物儲存庫的地點。2012年1月，能源部于發布最終報告，表示美國迫切需要找到一個適合建造綜合地質貯藏庫的地點。但尤卡山在內華達州遭到了強烈反對，反對者包括當時的參議院多數黨領袖哈里·里德。
在川普政府時期，能源部終止了深井處置和其它非尤卡山廢物處置場所的研究活動。2018財政年度，能源部曾向國會申請1.2億美元、美國核能管理委員會申請3000萬美元以繼續開展尤卡山儲藏庫的許可活動。2019財政年度，能源部再次申請了1.2億美元，但美國核能管理委員會將其申請額增加到4770萬美元。最終國會決定在2018財政年度的剩余時間內不提供任何資金。
與此同時，美國大多數核電站不得不在現場無限期的使用乾式貯存桶儲存核廢料。

## 背景
乏燃料是商業核電廠發電的放射性副産品，高放射性廢物是對乏燃料進行再處理並提取武器級裂變材料之後的副産品。1982年，國會制定了《核廢料政策法》，以解決核廢物處置問題。該法案授權能源部負責尋找場地、建設和運營地下核廢料處置設施。早在1957年，美國國家科學院就曾建議，核廢料長期儲存的最佳方式是深地質處置，既保護環境又能維護公衆健康與安全。截至2015年，美國121個地點共儲存了7萬多公噸的乏燃料和高放射性廢物，其中有1萬公噸來自美國的軍事核計劃。
能源部從1978年開始研究尤卡山，以確定該地點是否適合作爲全國第一個長期地質儲存所。1984年12月19日，能源部在6個州選擇了10個可能作爲貯藏所的地點。1985年，能源部報告了對這些地點的初步研究結果。里根總統批准對三個地點進行更深入的科學研究。這三個地點分別是華盛頓州的漢福德區、德克薩斯州的戴夫史密斯縣和尤卡山。1987年，國會修訂了《核廢料政策法》，並指示能源部應當專注於尤卡山。該法規定，如果最終發現尤卡山不適合長期儲存核廢料，能源部應當立即終止研究。2001年起，那華達州政府、拉斯維加斯市政府、市議會與環保團體及反核人士，因為擔憂猶卡山谷區地處火山區與地震帶可能造成核廢料儲存場散發高強度輻射線影響附近居民健康與安全，而且內華達州並未使用核能發電而是採用胡佛水壩發電，卻要收受其他州的核能電廠產生的核廢料相當不公平，紛紛向美國聯邦法院控告美國聯邦政府、美國能源部及美國國家環境保護局。2002年7月23日，小布什總統簽署了衆議院第87號聯合決議，授權能源部建立一個安全的核廢料儲存所。
按照上述美國法律，尤卡山核廢料儲存所應該在1998年1月31日開始接受乏燃料，但由于一系列官司和政治壓力導致的建設資金不足等一系列原因而無法實施。2006年7月18日，能源部表示，如果資金充足，尤卡山核廢料儲存所將於2017年3月31日開放並正式啓用。但2006年國會中期選舉後，長期反對該項目的哈里·里德成爲參議院多數黨領袖。里德說：“尤卡山項目已死。它永遠不會成真”。2008年大選期間，奧巴馬承諾放棄該項目。。當選後，核管會通知奧巴馬他沒有這個權力。
由于缺乏貯藏庫，聯邦政府最初每年向公用事業公司支付3億至5億美元不等的賠償金，因其未能遵守1998年之前簽署的接收乏核燃料的合同。2015年之後的10年中，估計美國納稅人將花費240億美元從司法基金中支付賠償費用。

## 地質學

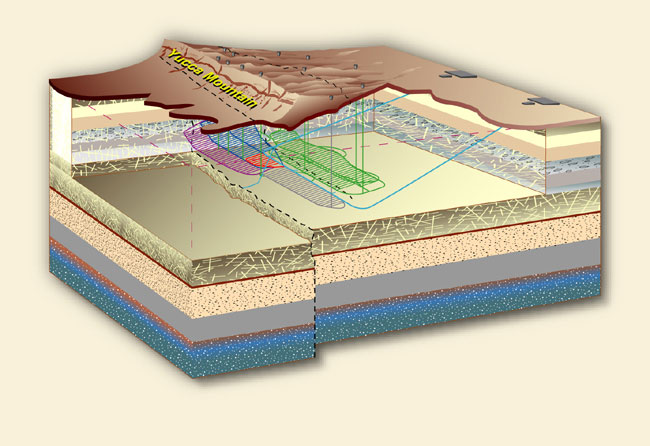
尤卡山的地質構造圖，包括一個主要的斷層。

尤卡山儲藏所的地點位于莫哈韋沙漠和大盆地沙漠之間的過渡地帶。該地地層是由火山噴發形成的，由熔灰岩（ignimbrite，也稱作焊接灰岩）、非熔灰岩和半熔灰岩交替組成。儲藏所周圍的凝灰岩提供了天然的輻射屏障。
尤卡山的火山凝灰岩有明顯的斷層。有證據表明，在不到50年的時間裏，地表水已經穿越210米的土層滲透到尤卡山的地下勘探隧道。如果儲存庫中的核廢料污染了地下水，污水將通過那些斷層進入儲藏所地下的含水層。雖然斷層只限于個別凝灰岩層，但它們從規劃儲存區一直延伸到地表以下180至460米的含水層。一些反對者聲稱，如果核廢料容器的密封失效後，凝灰岩的斷層裂縫可能放射性污水提供一條通道。官員們表示，廢物容器的儲存方式足夠安全，能減少甚至幾乎消除污水泄漏的可能性。
尤卡山的含水層流向阿馬戈薩谷。那裏生活著1,400多人，還有一些瀕危物種。

### 地震
內華達州的地震活動頻度在全美排名第四。對1996年以來地震數據的分析表明，自1976年以來，在尤卡山80公裏半徑範圍內發生了621次2.5級以上的地震。
能源部表示，尤卡山位于一個正在發生地質構造變形的區域，但變形速度非常慢，在一萬年內不會對該山産生重大影響。地震活動引起的地下水位上升最多也就幾十米，不會到達儲藏所。尤卡山由斷層和斷層火山灰岩組成，在過去幾百萬年中發生過多次地震引起的斷裂和地動事件，未來1萬年可能發生的地震事件不會對岩石的水文特征造成重大改變。即使在重大地震中，工程防護系統組件也將爲核廢料提供實質性保護，使其免受滲水影響。

## 設施
截至2009年4月1日，尤卡山項目的管理和運營承包商是美國貯藏所服務公司（USA-RS）。它是URS公司（現爲AECOM公司的一部分）的全資子公司，支持性主要分包商是Shaw公司（現爲McDermott國際公司的一部分）和Areva聯邦服務有限責任公司（現爲Orano公司的聯邦服務業務）。桑迪亞國家實驗室負責項目關閉後的分析，並確保《核廢料政策法》合規。

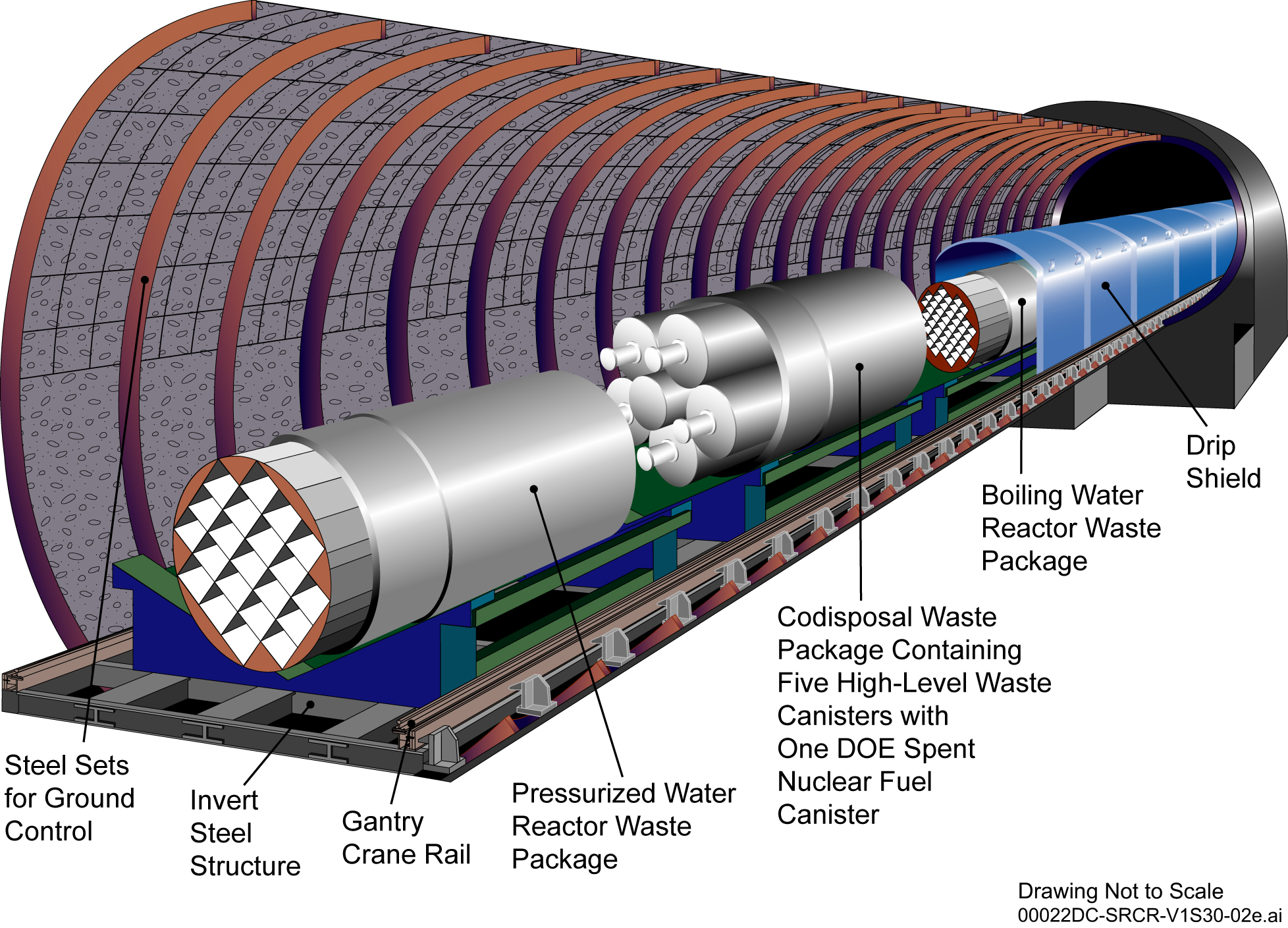
尤卡山隧道中分類儲存核廢料的假想圖。

尤卡山設施的主隧道呈U形，長5英里（8.0公里），寬25英尺（7.6米）。主隧道兩側有幾個類似教堂的大廳。大部分的科學實驗都是在這些大廳中進行的。儲存核廢物的分流道（從主隧道分支出來直徑較小的隧道）尚未建造，因爲需要核管理委員會的授權。儲存庫的法定限額爲77,000公噸，預計需要40英里（64公里）的分流隧道。《核廢物政策法》進一步將貯藏庫的容量限制在6.3萬公噸的商業乏燃料。如果乏燃料不進行後處理，到2014年美國目前運行的104座商業反應堆將産生這一數量的乏燃料。目前美國沒有民用乏燃料後處理廠。
到2008年，在地質研究和材料科學方面，美國聯邦政府已經向尤卡山項目投入了90億美元。該設施的費用由核電稅收和處置武器和艦船核廢物的納稅人共同支付。根據2001年的成本估算，約73%的資金來自核電消費者，27%的資金來自納稅人。2008年7月15日，該項目向國會提交的系統生命周期總成本爲900億美元，時間跨度達到100年，并且貯藏庫的容量是之前估算的兩倍左右。
挖掘主隧道的隧道掘進機耗資1300萬美元，運行時長度爲120米。現在它位于該設施的南入口。隧道兩側的大廳則是用炸藥開挖的。

## 輻射標准

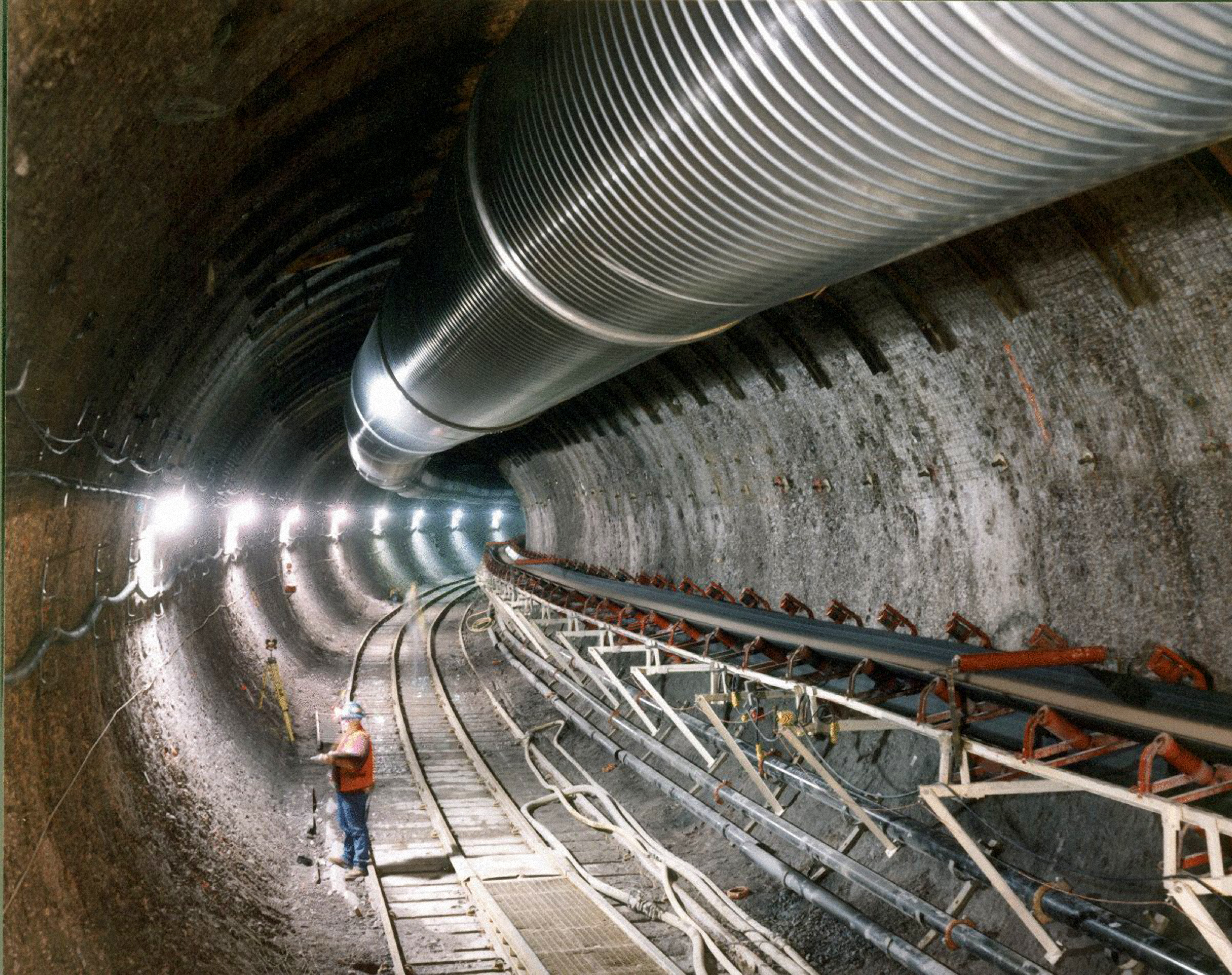
尤卡山設施中的一個隧道。

2005年8月9日，美國環境保護局提出，該設施在一萬年到一百萬年间每年最高輻射劑量為350毫雷姆。2007年10月，美國能源部的數據顯示，尤卡山項前一萬年的平均輻射劑量爲0.24毫雷姆/年，此後劑量中位數爲0.98毫雷姆/年，大大低于環保局提出的極限值。相比之下，一次臀部X光檢查的輻射劑量約爲83毫雷姆，而一次頭部或胸部CT掃描的輻射劑量約爲1,110毫雷姆。美國人每年從背景輻射中獲得的劑量約爲350毫雷姆，有些地方的劑量甚至超過這一數字的兩倍。
美國環境保護局于2009年在《聯邦公報》上公布了有關尤卡山輻射劑量的最終規則。在監管時限內，環保局根據設施關閉後的年限，制定了兩個劑量標准。在一萬年內，環保局將保留每年15毫雷姆的劑量限制。這是當今美國最嚴格的輻射劑量標準。從一萬年到一百萬年，輻射劑量極限爲每年100毫雷姆。該規則還要求能源部證明，在考慮到地震、火山活動、氣候變化和容器腐蝕的影響之後，一百萬年內尤卡山可以安全地容納廢物。目前的分析表明，該貯藏庫在一百萬年內造成的輻射劑量將低于每年1毫雷姆。

## 核廢料運輸
按照尤卡山儲藏所的起始規劃，核廢料應當裝在由核管會批准的乏核燃料運輸桶中並用鐵路和/或卡車運往該地點。內華達州的運輸路線是公開的。在其它各州，出于安全原因，核廢料的運輸路線、日期和時間是保密的。在核廢料運輸車輛進入一州管轄範圍之前，該州和部落代表將獲得通知。

### 內華達州路綫

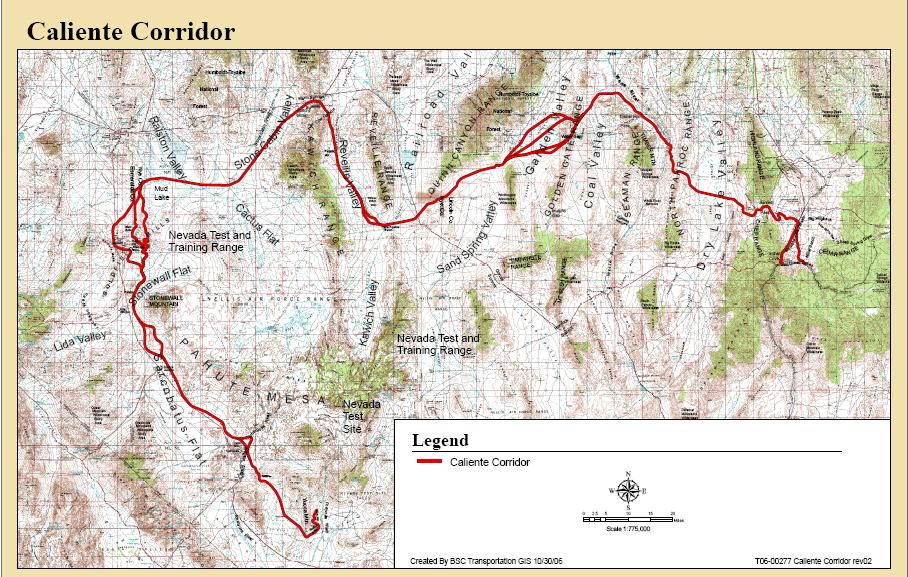
擬議中在內華達州的核廢料運輸路綫。

擬議中的主要運輸方式是通過卡連特走廊的鐵路運輸。這條走廊始於內華達州的卡連特，沿著內華達試驗場的北部和西部邊界行駛約320公裏，然後折向南方。另一選擇是米納走廊的一條鐵路線。這條鐵路線起始於瓦布斯卡附近的Fort Churchill Siding鐵路線，向東南穿過哈松、布萊爾章克申 (內華達州)、利達章克申和綠洲谷。在綠洲谷，鐵路線將轉向東北方向的尤卡山。能源部使用這條鐵路走廊需要得到沃爾克河派尤特人部落的許可，才能穿過他們的土地。由于擬議走廊的前87公裏爲國防部所有，因此必須獲得國防部的額外許可。

### 運輸安全
自20世紀60年代初以來，美國已安全運輸了3,000多批次的乏核燃料，沒有發生任何有害的放射性物質泄漏。這一安全記錄與世界範圍內的經驗相當：自1970年以來，全世界已經運輸了超過7萬公噸的乏核燃料。然而，人們仍然擔心公路和鐵路運輸放射性廢物的安全性，尤其是經過人口密集地區時。

### 文化影響
考古調查發現，美洲原住民曾臨時或季節性地使用尤卡山附近地區。一些美洲原住民不同意其祖先是高度流動狩獵采集群體的結論。他們認爲，在歐美移民開始對尤卡山地區進行勘探、測量和放牧之前，原住民就占領了該地區。他們認爲，這些結論忽視了在歐洲人接觸之前的傳統農耕記載。尤卡山及其周圍的部落包括南派尤特人、西肖肖尼人和歐文斯谷派尤特人。他們在宗教儀式、資源使用和社會活動中共享這些土地。

## 反對與支持

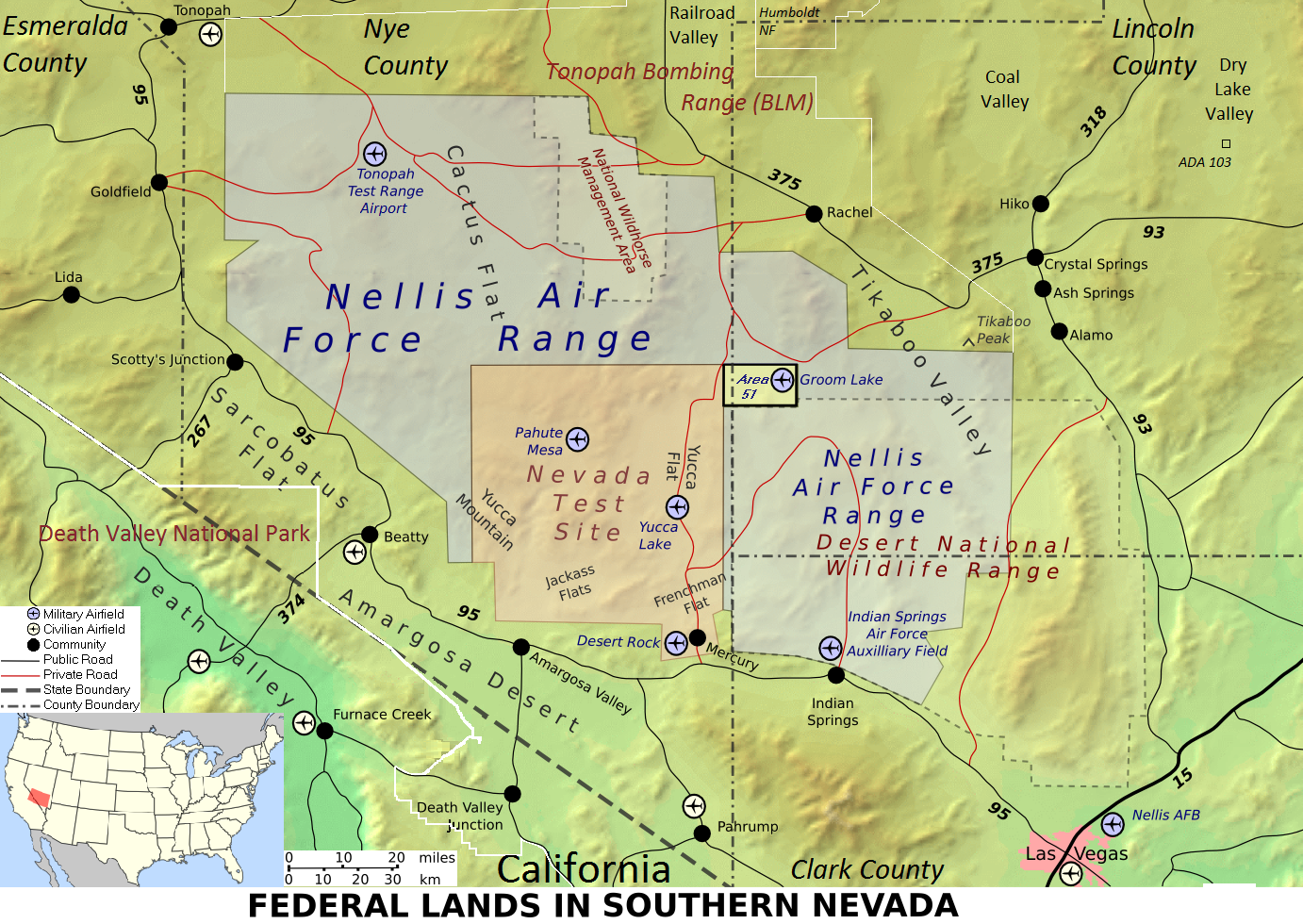
尤卡山在內華達州和美國的位置。51區在內華達實驗場的東北角，而尤卡山在該實驗場的西南角。

尤卡山項目在內華達州遭到反對，也是一個全國性的熱門話題。三分之二的內華達州人認爲，在內華達州沒有核電站的情況下，卻要儲存核廢料，這對他們來說不公平。但是尤卡山項目所在地奈縣卻支持儲存所的建設，其相鄰的6個縣也是如此。2015年對內華達州人的調查發現，55%的人認同該州應該公開討論這個項目可能給本州帶來的好處。
2010年3月3日，能源部向美國核能管理委員會提出了撤回尤卡山項目許可證申請的動議。但美國各地的州、縣和個人提出了多起訴訟，要求阻止這一行動，因爲這明確違反《核廢物政策法》。
2019年5月，《雷諾公報》發表了一篇長篇文章，詳細列舉了反對尤卡山項目的觀點。一位西肖肖尼人部落長老說，該部落認爲尤卡山是聖山，核存儲設施“會毒害一切”。該部落稱，他們缺乏資金來否定聯邦主張該設施安全的説法，但災難一旦發生，他們將受到直接影響。

## 近來發展
從2009年開始，奧巴馬政府試圖關閉尤卡山儲藏所。能源部于2009年5月開始實施這一計劃。核管會也配合政府的關閉計劃。但這一行動受到各州和國會議員的法庭挑戰。原本預定在1998年完工的猶卡山底隧道因為資金短缺，到2015年為止仍未完工，而且根據美國政府問責署計算，猶卡山核廢料計畫三十幾年來已經花費154億美元，2010年時歐巴馬政府檢討猶卡山核廢料計畫認為工程耗費過鉅，聯邦政府已經無力負擔遂下令停止撥款，建設工程因此停頓，全美國各地的核廢料仍舊堆放在各地核能發電廠中。2013年8月，美國一個上訴法院裁決說，核管會和奧巴馬政府只能批准或者拒絕能源部對尤卡山未完工儲存所的申請，但不能違反美國法律、簡單的撤銷該計劃。
2010年4月13日，華盛頓州提起訴訟，要求法庭阻止關閉尤卡山儲藏所，因爲這將拖延清理漢福德核處理廠的工作。南卡羅來納州艾肯縣（薩瓦納河核設施所在地）等也加入訴訟。2011年7月，哥倫比亞特區巡回上訴法院駁回了這一訴訟.7月29日，華盛頓州和南卡羅來納州又提起了另一訴訟。
美國參議院環境和公共工程委員會曾估計，如果不按合同要求建設尤卡山儲藏所，到2020年可能會使納稅人損失高達110億美元的罰款。2013年，估計罰款金額提高到了210億美元。當年，衆議院在2014年能源和水資源撥款辯論中兩次以超過80%的絕對多數拒絕取消尤卡山項目。
2013年8月，美國哥倫比亞特區上訴法院命令核管會批准或者拒絕能源部對尤卡山未完工儲存所的申請。作爲回應，核管會發布了《尤卡山安全評估報告》，聲明該場址滿足所有標准。2015年3月3日，核管會命令其工作人員完成補充EIS，並公開尤卡山許可文件的數據庫。
2015年3月，美國共和黨參議員拉馬爾·亞歷山大在美國參議院提出了《2015年核廢料管理法案》（S854）。該法案旨在建立一個完全獨立的核廢料管理局，負責核廢料儲存和處理設施。但S854未能通過委員會投票。
2017年3月15日，川普政府宣布將請求國會批准1.2億美元，以重啓尤卡山貯藏庫的許可活動，該資金還將用于建立一個臨時儲存計劃。這個請求被參議院拒絕。
2018年5月11日，H.R.3053法案在衆議院以340-72的投票結果獲得通過，指示能源部重啓尤卡山的許可程序。《國會山報》指出，該法案得到了立法者的廣泛支持，他們認爲核廢料最好從他們的地區轉移到尤卡山，而內華達州的代表們則反對這一動議。
2018年6月，川普政府和部分國會議員又開始提議使用尤卡山。2019年初，反對聲浪導致使用尤卡山陷入政治僵局。2019年1月，一個科學家小組向國會提交了一份長達126頁的報告《美國核廢料管理的重置》，該報告建議將尤卡山列爲核廢料的潛在貯藏地點。
2019年4月，內華達州國家安全基地官員向公衆保證，尤卡山的設備組裝設施是安全的，不會受到地震威脅。但內華達州官員聲稱該地區的地震活動使其不適合儲存核廢料。
2020年5月20日，能源部官員在參議院能源和自然資源委員會作證說，川普強烈反對繼續建設尤卡山核廢料儲存所。

## 另見
- 深地质处置

- 乾式貯存桶
- 高放射性废物
- 核燃料再處理
- 世界第一座深地質核廢料儲藏所，芬蘭
- 核廢棄物隔離先導廠
- 反核運動

## 更多閱讀
- Ialenti, Vincent. . Science & Technology Studies. 2014, 27 (2). SSRN 2457896 .
- Macfarlane, Allison M.; Ewing, Rodney C. (编). . MIT Press. 2006. ISBN 9780262633321. Set of articles by technical experts on numerous scientific and technical issues that are unresolved; presents arguments that Yucca Mountain has not been and may never be shown to be an appropriate repository for high-level radioactive waste. Does not pass judgment on suitability of the site.
- D'Agata, John. . W. W. Norton. 2011. ISBN 9780393339017. Focuses on the mountain as well as the city of Las Vegas.
  - Review: Bock, Charles. . The New York Times. 2010-02-26  [2020-12-27]. （原始内容存档于2021-03-08）.

## 外部鏈接
- Annotated bibliography for the Yucca Mountain repository from the Alsos Digital Library for Nuclear Issues （页面存档备份，存于）
- Complete archive of Yucca Mountain news coverage from the Las Vegas Review-Journal （页面存档备份，存于）
- Environmental Protection Agency – Yucca Mountain （页面存档备份，存于） (documents)
- Examination of the Licensing Process for the Yucca Mountain Repository: Hearing before the Committee on Environment and Public Works, United States Senate, One Hundred Tenth Congress, First Session, October 31, 2007
- Google Maps Google Maps satellite image
- Nuclear Files.org – Yucca Mountain (documents)
- "Nuclear Waste" – Sierra Club fact sheet in opposition to Yucca Mountain project
- Real time earthquake map for the vicinity of Yucca Mountain-- Southern Nevada and California (U.S. Geological Survey)
- Russia plans to take world's spent nuclear fuel （页面存档备份，存于）
- State of Nevada Nuclear Projects （页面存档备份，存于） Position and activities of the Agency, with links to Federal, State, local government, and private organization websites providing a balanced picture of the controversy and facts surrounding the project.
- The Monumental Task of Warning Future Generations (Yucca Mountain warning signs) (archive link)
- "Time to Think the Unthinkable", Testimony before EPA by David Comarow, Esq. （页面存档备份，存于）
- U.S. Senate Roll Call Votes 107th Congress – 2nd Session July 9, 2002 cloture vote on S.J. Res. 34 （页面存档备份，存于）
- Yucca Mountain Project (Office of Civilian Radioactive Waste Management, United States Department of Energy) (archive link)
- Yucca Mountain Could Face Greater Volcanic Threat （页面存档备份，存于） (State of Nevada Agency for Nuclear Projects, Office of the Governor)
- Office of Civilian Radioactive Waste Management （页面存档备份，存于）
- More on the Yucca Mountain Repository （页面存档备份，存于）
- Final Report to the Secretary of Energy by the Blue Ribbon Commission （页面存档备份，存于）
- "Sebastian Musch: The Atomic Priesthood and Nuclear Waste Management – Religion, Sci-fi Literature and the End of our Civilization （页面存档备份，存于）
- Yucca Mountain Research Collection at the University of Nevada, Reno （页面存档备份，存于）